# Panolis spreta
Panolis spreta là một loài bướm đêm trong họ Noctuidae.